# 브룩헤이븐 국립연구소

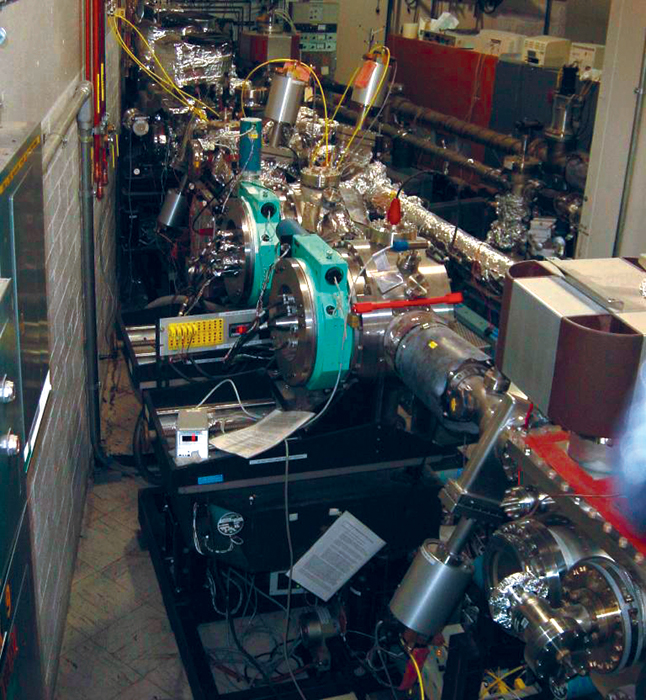
원형가속기 내부

브룩헤이븐 국립 연구소(Brookhaven National Laboratory。略：BNL)는 미국의 국립 연구소이다. 뉴욕주에 있는 롱아일랜드 섬의 중부, 뉴욕에서 65마일 동쪽에 있는 서포크 군의 브룩헤이븐 타운에 위치한다. 미 육군 기지가 있던 캠프 업튼 (Camp Upton) 부지에 1947년에 설립되었다.

## 운영
본래 원자력 에너지 위원회 (Atomic Energy Commission) 소유였으나 현재는 미국 에너지부 (United States Department of Energy, DOE) 산하이다. 개소하던 해부터 비영리 연구법인인 Associated Universities, Inc. (AUI)에서 운영해왔으나, 1998년 인근 소나무 숲지대 지하수층으로 트리튬이 유출되는 사고 이후로 운영 계약이 파기되어 지금은 스토니브룩 대학과 바텔 기념 재단이 동등하게 참여하는 브룩헤이븐 과학 연합 (Brookhaven Science Associates)에서 운영을 맡고 있다.
미국 기상청 (National Weather Service)의 뉴욕 업튼 지부가 연구소 부지 내에 있다. 연구원, 기술직, 지원 인력 등을 포함하는 상주 직원이 3000명가량 되며 매년 4000여명의 방문 연구원들이 찾는다. 브룩헤이븐 국립 연구소에서 발견된 현상들로 지금까지 일곱번의 노벨상이 수여되었다. 연구소 전담 경찰력 및 소방인력이 배치되어있고 고유의 우편번호(11973)를 갖고 있다.

## 주요 연구 분야
설립 당시에는 원자력 연구시설로 계획되었으나 이후 연구 분야가 확장되어 지금은 크게 다음과 같이 구분된다.
- 핵물리학 및 고에너지 물리학[4]
- 재료과학[5]
- 환경[6] 및 에너지
- 핵확산금지[7]
- 신경과학 및 영상의학[8]
- 구조생물학[9]

## 주요 시설
- 상대론적 중이온 충돌형 가속기 (Relativistic Heavy-Ion Collider, RHIC) : 쿼크-글루온 플라즈마 연구용.[10] 2008년까지 세계에서 가장 강력한 입자 가속기였다.
- 기능성 나노물질 센터 (Center for Functional Nanomaterial, CFN) : 나노 크기의 물질 연구.[11]
- 국립 싱크로트론 광원 (National Synchrotron Light Source, NSLS) : 브룩헤이븐 연구소에서 가장 유명한 시설. 2003년 노벨 화학상을 수상한 연구가 여기서 이루어졌다.[12]
- 교류 기울기 싱크로트론 (Alternating Gradient Synchrotron, AGS) : 입자 가속기의 일종. 노벨상 수상 연구 세 차례 수행.[13]
- 가속기 시험 시설 (Accelerator Test Facility, ATF) : 입자의 빔을 생성하고 가속하고 감시한다.[14]
- 탠덤형 반데그라프 가속기 (Tandem Van de Graff Accelerator) : 한때 세계에서 가장 큰 정전기 가속기였다.[15]
- 뉴욕 블루 진 수퍼컴퓨터 (New York Blue Gene Superconputer)

## 향후 계획

### 싱크로트론 신축
현재 건설중인 NSLS-II가 2015년 완공되면 지난 30년간 운영되어온 NSLS를 대체하게 된다.

### g-2 뮤온 저장 고리 이주
브룩헤이븐 연구소의 g-2 뮤온 저장 고리 및 부속 설비들이 6주에 걸쳐 시카고 외곽의 페르미 국립 가속기 연구소로 옮겨진다. 페르미 연구소의 입자가속기 테바트론을 뮤온 실험용으로 전환하기 위한 프로젝트로, 핵심 부붐인 직경 15미터의 저온 뮤온 저장 고리가 매우 정교하여 해체-운반-재조립은 물론 장거리 육로 운송도 불가능하게 되자 양 연구소의 과학자들이 해당 장비를 배로 운송하기로 결정하고 대서양과 멕시코만의 바다를 돌아 미시시피강을 따라 시카고 인근까지 접근한 후 최소 구간만 육로로 운반하는 계획을 세웠다. 총 연장 5000km에 이르는 실제 운송은 2013년 6월과 7월에 걸쳐 진행되며 페르미 연구소에서의 본격적인 실험은 2016년부터 가능할 것으로 예상되고있다.

## 공공 활동
매 해 7월 중순부터 8월 중순까지 일요일에 한해 관광 및 특별 프로그램 참가 목적의 일반인 방문을 허용한다. 그 외에도 지역 학교 학생들을 대상으로 과학 박람회나 로봇 경연대회 등을 주최하기도 한다. 연구소 추정 인원 기준 매년 24000여명의 초·중·고등학생들, 100명 이상의 대학교 학부생들, 그리고 미국 전역의 교사 550여명 가량에 과학 교육을 실시한다.

## 노벨상

### 노벨 물리학상
- 1957년 : 양전닝, 리정다오 - 패리티 법칙[19]
- 1976년 : 새뮤얼 차오 충 팅 - 제이/프시 중간자][20]
- 1980년 : 제임스 왓슨 크로닌, 밸 로그즈던 피치 - CP 위반[21]
- 1988년 : 리언 레더먼, 멜빈 슈워츠, 잭 슈타인버거 - 뮤온 중성미자[22]
- 2002년 : 레이먼드 데이비스 2세 - 중성미자[23]

### 노벨 화학상
- 2003년 : 로드릭 맥키넌 - 이온 통로[12]
- 2009년 : 벤카트라만 라마크리슈난, 토머스 스타이츠 - 리보솜[24]

## 같이 보기
- 테니스 포 투(Tennis for Two) - 세계 최초로 연구로 컴퓨터를 쓰고 있는 사람뿐 아니라, 불특정 다수가 즐겼던 비디오 게임.[25][26]
- 이화학연구소(RIKEN) - BNL 내부에 'RIKEN BNL 연구센터'를 설치하고 있다.[27]